# V Bahnách
Přírodní rezervace V Bahnách je nevelký mokřad, rašelinná louka s bohatou květenou a společenstvy slatin, nacházející se v katastru obce Třtice na severovýchodě okresu Rakovník, v mělkém údolí asi jeden kilometr jižně od Třtice, v nivě potoka Loděnice (Kačáku) pod Buckým rybníkem, západně od silnice Třtice – Nové Strašecí. Rozloha PR činí 8,6 ha, nadmořská výška 422 m. Rezervace je ve vlastnictví a správě Fakulty životního prostředí České zemědělské univerzity v Praze (ČZU).

## Historie
Vrstva rašeliny na lokalitě V Bahnách dosahuje síly i 320 cm, a proto se dokonce těžila pro potřebu lázní Mšené u Budyně.
Chráněné území bylo vyhlášeno 1. října 1952 vyhláškou Ministerstva školství, věd a umění ČSR, dodatečná registrace provedena výnosem ze dne 29. listopadu 1988 a přehlášení nařízením Okresního úřadu Rakovník ze dne 1. června 1996.
Majitel pozemku Ivan Kasalický nechal zpracovat projekt, podle kterého se realizovaly asanační práce v letech 1994–2003 na tomto území. Monitoring provedený po předchozích asanačních zásazích potvrdil jejich význam pro vitalitu a rozšíření vzácných rostlin. Území vyžaduje trvalou péči, zejména kosení.
V roce 2021 převzala vlastnictví a správu rezervace Fakulta životního prostředí České zemědělské univerzity v Praze (ČZU), která zahájila rozšíření péče. Došlo k podstatnému zredukování šířících se rákosiny sečí a pokračuje i kosení luk v jihozápadní části rezervace. Do budoucna se plánuje redukce některých dřevin, obnova stávajících tůní a vybudování nových. Vědci zde pravidelně monitorují rostliny i živočichy a vyhodnocují účinnost prováděných opatření. ČZU nabízí veřejnosti možnost zapojení se do aktivit péče o rezervaci nebo do monitoringu zajímavých druhů zvířat a rostlin v jejím okolí.

## Botanika

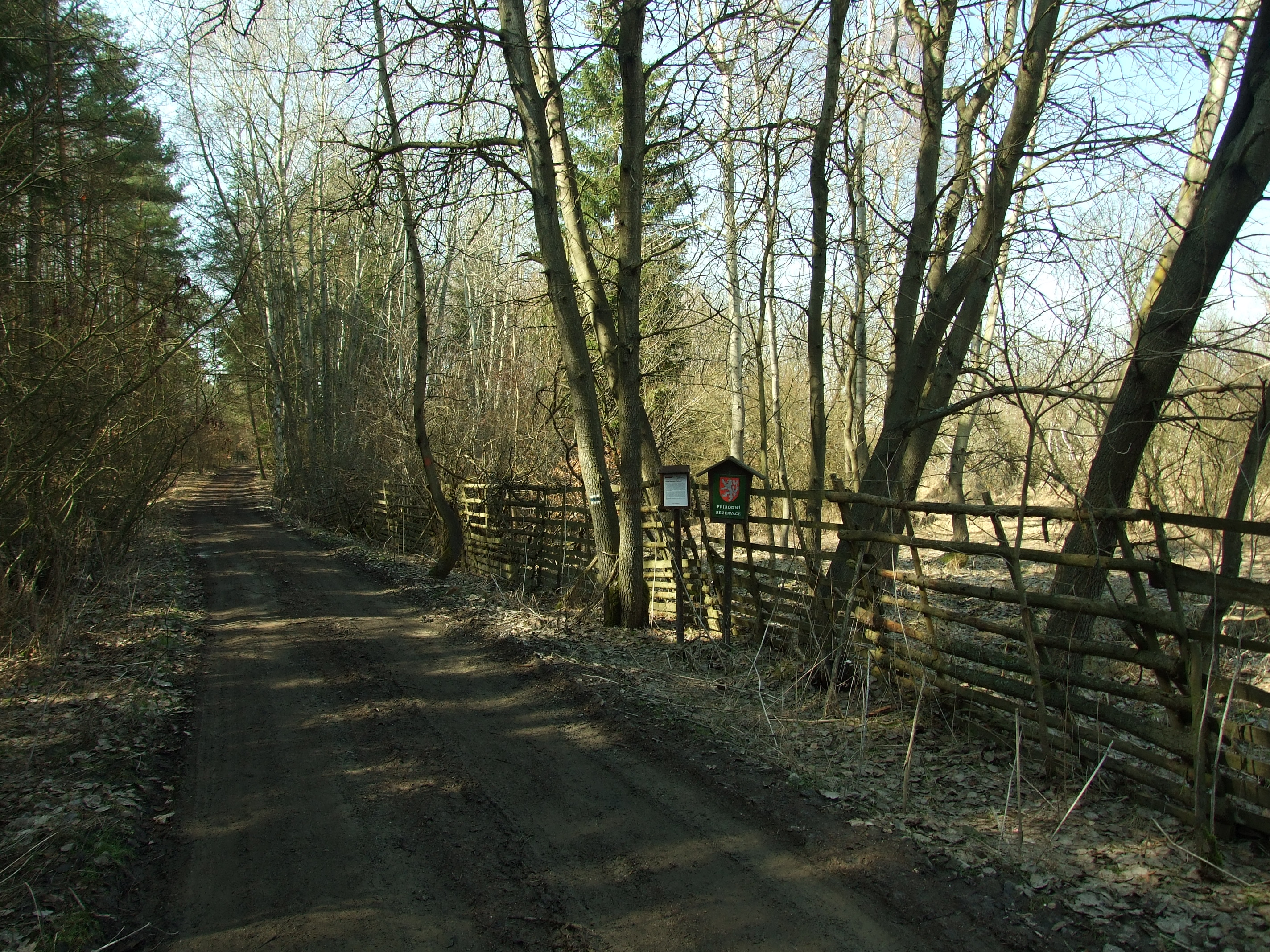
Východní okraj rezervace V Bahnách

Převažujícími rostlinami jsou rákos obecný (Phragmites australis) a olše lepkavá (Alnus glutinosa), které doprovázejí pcháč zelinný (Cirsium oleraceum), pcháč bahenní (Cirsium palustre), kakost bahenní (Geranium palustre), vrbina obecná (Lysimachia vulgaris) či kostřava luční (Festuca pratensis). V rákosinách se vyskytují též bezkolenec modrý (Molinia caerulea), čertkus luční (Succisa pratensis), krvavec toten (Sanguisorba officinalis), vrba rozmarýnolistá (Salix rosmarinifolia), ostřice Davallova (Carex davalliana), vachta trojlistá (Menyanthes trifoliata) a hořec hořepník (Gentiana pneumonanthe). Prolákliny porůstá vícero druhů rašeliníku, též rosnatka okrouhlolistá (Drosera rotundifolia), bublinatka jižní (Utricularia australis), kohátka kalíškatá (Tofieldia calyculata), tolije bahenní (Parnassia palustris) či všivec ladní (Pedicularis sylvatica), na rašelinných odkryvech lze spatřit tučnici obecnou (Pinguicula vulgaris).

## Zoologie
Z typických živočichů pro nížinná rašeliniště lze zmínit ještěrku živorodou nebo hraboše mokřadního (Microtus agrestis). Celkem bylo na lokalitě zjištěno šest druhů obojživelníků - čolek obecný (Lissotriton vulgaris), čolek horský (Ichthyosaura alpestris), ropucha obecná (Bufo bufo), skokan štíhlý (Rana agilis), skokan hnědý (Rana temporaria) a skokan skřehotavý (Pelophylax ridibundus). 